# Västra Qin
Västra Qin (西秦; Xīqín) var en stat geundad av Xianbeifolket under tiden för De sexton kungadömena i Kina. Staten existerade år 385 till 431.